# Bartramidula fendleri
Bartramidula fendleri är en bladmossart som beskrevs av Jean Édouard Gabriel Narcisse Paris 1894. Bartramidula fendleri ingår i släktet Bartramidula och familjen Bartramiaceae. Inga underarter finns listade i Catalogue of Life.